# Barn
Barn (símbolo: b) é uma unidade de medida muito usada para descrever seções de choque. Um barn equivale a 10−28 metros quadrados. Em unidades naturais, (GeV)−2(ℏc)² = 0.3894 mb.

## Abreviaturas comuns de subunidades de Barn
| Unidade   | Símbolo | m²    | cm²   |
| --------- | ------- | ----- | ----- |
| megabarn  | Mb      | 10−22 | 10−18 |
| kilobarn  | kb      | 10−25 | 10−21 |
| barn      | b       | 10−28 | 10−24 |
| millibarn | mb      | 10−31 | 10−27 |
| microbarn | μb      | 10−34 | 10−30 |
| nanobarn  | nb      | 10−37 | 10−33 |
| picobarn  | pb      | 10−40 | 10−36 |
| femtobarn | fb      | 10−43 | 10−39 |
| attobarn  | ab      | 10−46 | 10−42 |
| zeptobarn | zb      | 10−49 | 10−45 |
| yoctobarn | yb      | 10−52 | 10−48 |

## Conversões
Calculo de secções transversais são muitas vezes escritos em unidades de ℏ² c² GeV²(aproximadamente 0.3894 mb).

## Origem
A etimologia é claramente caprichosa ao dizer que é "tão grande como uma granja (que em inglês fica "is big like a barn")" , comparada com o número típico de reações nucleares. Na guerra, investigando a bomba atômica, físicos americanos que estavam separando núcleos e nêutrons de urânio, (com um processo similar à dispersão de Rutherford) descreveram o núcleo como “grande como uma granja.” Os físicos adotaram o nome "barn" para descrever o equivalente a 10−24 cm ², no tamanho de um núcleo de urânio. Inicialmente eles esperavam a gíria americana tivesse nome obscuro a qualquer referência ao estudo da estrutura nuclear, eventualmente, o termo passou a ser uma unidade padrão na Física de Partículas.
A origem do Barn é descrita Numa revista de simetria de Fevereiro de 2006.

## Shed
O shed foi desenvolvido para medir áreas muito pequenas. Um shed é10−52m², ou 10−24b. Um shed está para um barn assim como um Barn está para um centímetro quadrado.